# Gerard II van Culemborg
Gerard II van Culemborg, ook wel Gerrit (ca.1415 - Culemborg, 9 maart 1480), was heer van Culemborg, Ewijk, Werth, Everdingen, Goilberdingen, Tull, Honswijk en door koop in 1461 heer van Lienden. Door middel van huwelijk werd hij ook ambtsman van Buren.

## Levensloop
Hij was een zoon van Jan III van Culemborg en Aleida van Götterswick, een dochter van Arnold III van Götterswick. Gerard II huwde op 13 februari 1441 met Elisabeth van Buren, vrouwe van Ewijk en van Buren (ca. 1418-25 maart 1451), dochter van Johan van Buren. Het is goed mogelijk dat Elisabeth uitgehuwd werd aan Gerard, omdat Johan van Buren en Gerards vader Jan III van Culemborg elkaar bestreden in het dispuut met de bisschoppen Zweder van Culemborg en Rudolf van Diepholt. Later is er een verzoening geweest met een huwelijk als bezegeling, iets wat in de middeleeuwen vaak gebeurde. Ze kregen samen minstens een zoon Jasper van Culemborg en dochter Aleida van Culemborg (1445-1471).
Gerard was zeer begaan met de armen en invalide burgers en stichtte daarom in 1455 een 'arme pot' als extra toelage voor de minder bedeelde onder de inwoners.